# جون كونوتون
جون كونوتون (بالإنجليزية: John Connaughton)‏ هو لاعب كرة قدم بريطاني، ولد في 23 سبتمبر 1949 في ويغان في المملكة المتحدة. لعب مع بورت فايل وشيفيلد يونايتد ومانشستر يونايتد ونادي ألترينتشام ونادي توركي يونايتد ونادي هاليفاكس تاون.

## وصلات خارجية
- جون كونوتون على موقع قاعدة بيانات كرة القدم.إي يو (الإنجليزية)